# Pentax MV1
Pentax MV1 — малоформатный однообъективный зеркальный фотоаппарат, производившийся фирмой Asahi Optical Co (позже Pentax Corporation) с 1979 (по другим данным с 1980) до 1981 года в чёрном и чёрно-серебристом исполнении.

## Основные характеристики
- Автоматическая работа в режиме приоритета диафрагмы. Доступны режимы фиксированной выдержки 100x (1/100 сек.) и B (Bulb mode, произвольная).
- Задержка спуска 4 — 10 секунд.
- Встроенный экспонометр. Экспозамер постоянный при неполном нажатии на кнопку спуска.
- Затвор электронно-управляемый из металлических шторок с вертикальным ходом 1 — 1/1000 сек, В.
- Ручная протяжка плёнки.
- Питание 2 x 1.5 Вольта (A76, SR44, LR44).

## Отличия от предыдущей моделиPentax MV
- Появилась возможность использования лентопротяжной приставки. Серийная съемка с ME I — 1.5 к/сек или 2 к/сек с ME II.
- Держатель памятки на задней крышке.
- Возможность использования задника впечатывающего дату съемки кадра Dial Data ME.
- Таймер автоспуска.

## Совместимость
Как и любая другая камера Pentax оснащенная байонетом K, MV1 не может управлять диафрагмой объективов без кольца диафрагм. С объективами имеющими на кольце диафрагм положение «А» необходимо использовать положения с числовыми значениями.